# Estrella T Tauri

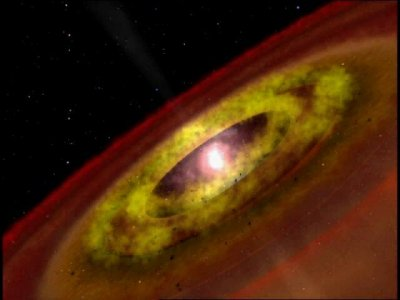
Representación artística de una estrella T Tauri con un disco circunestelar.

Las estrellas T Tauri son un tipo de estrellas variables irregulares nombradas a partir del objeto prototípico del grupo, la estrella T Tauri. Son estrellas jóvenes que aún no han entrado en la secuencia principal (estrellas presecuencia principal). Se encuentran cerca de nubes moleculares y se identifican por su variabilidad estelar y la presencia de líneas intensas en su cromosfera.

## Características
Las estrellas T Tauri son las estrellas más jóvenes visibles, de tipo espectral F, G, K y M y con una masa inferior a dos masas solares. Sus temperaturas superficiales son similares a las de las estrellas de la secuencia principal de masa parecida, pero su luminosidad es significativamente más alta dado su mayor radio. Sus temperaturas centrales son probablemente demasiado bajas para iniciar reacciones termonucleares. En su lugar, su fuente de energía está basada en la liberación de energía gravitacional a medida que la estrella se contrae para formar una estrella de la secuencia principal, pudiendo tardar en alcanzar este estado entre 10 y 100 millones de años. Las estrellas T Tauri tienen cortos períodos de rotación (en torno a doce días comparado con un mes para el Sol) y son muy activas y variables.
Muestran emisiones intensas y variables de rayos X y de ondas de radio, y muchas tienen vientos solares muy fuertes. Sus espectros presentan mayor abundancia de litio que el Sol y otras estrellas de la secuencia principal, ya que este elemento químico se destruye a temperaturas superiores a 2.500.000 K.
Aproximadamente la mitad de las estrellas T Tauri estudiadas poseen discos circunestelares, denominados en este caso discos protoplanetarios, dado que se trata de los posibles progenitores de sistemas planetarios como el sistema solar. La mayoría de las estrellas T Tauri se encuentran en sistemas binarios.
Objetos parecidos a las estrellas T Tauri pero con masa mayor (de 2 a 8 masas solares) son las llamadas estrellas Herbig Ae/Be, que corresponden a estrellas de tipo espectral A y B que aún no han entrado en la secuencia principal. No se han observado objetos de este tipo con masa superior a 8 masas solares, pues evolucionan muy rápidamente: cuando son visibles ya se produce la fusión del hidrógeno en el núcleo y son, por tanto, estrellas de la secuencia principal.